# Bernardinas (orden religiosa)

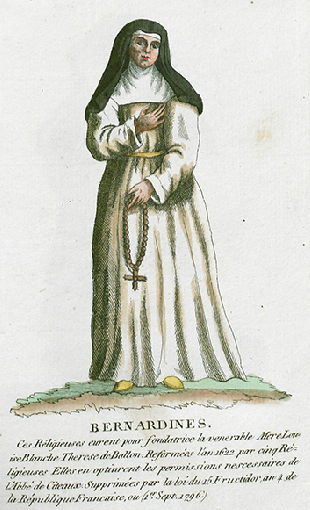
Una bernardina. Texto «Bernardinas. Estas monjas tuvieron como fundadora a la venerable Madre Luisa Blanca Teresa de Ballon. Reformadas en 1622 por cinco monjas. Obtuvieron los permisos necesarios del Abad de Citeaux. Suprimidas por la ley del 5 de Fructidor, año 4 (1 de septiembre de 1792) de la República Francesa.

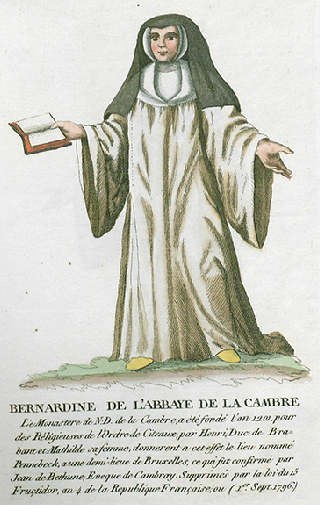
Bernardina de la Abadía de La Cambre. Texto «Bernardina de la abadía de La Cambre. El Monasterio de Nuestra Señora de La Cambre fue fundado en el año 1200 para las Monjas de la Orden de Citeaux por Enrique, Duque de Brabante, y Matilde, su esposa. Asignaron para este fin el lugar llamado Pennebeck, a media legua de Bruselas, lo cual fue confirmado por Jean de Béthune, Obispo de Cambrai. Suprimido por la ley del 15 de Fructidor, año 4 (1 de septiembre de 1796) de la República francesa.

Las bernardinas es el nombre que se les daba, en Francia y a partir del siglo XVI, a las monjas de la orden cisterciense cuando San Bernardo de Claraval, que había entrado allí con un numeroso grupo de compañeros, dio un nuevo impulso a la reforma monástica iniciada por Roberto de Molesmes.

## Historia
Las bernardinas tenían un gran número de conventos en Francia, en particular el Colegio de las Bernardinas (en francés: Collège des Bernardins) en París, donde se celebraban a menudo las asambleas universitarias y que sirvió en el siglo XIX de almacén de aceites (rue des Bernardins).
Individualmente o en grupos que no representan la totalidad de su orden, se les llama «bernardinas». Más formalmente, a las monjas cistercienses se les conoce como Bernardas.

## Bernardinas
También conocidas como las «bernardinas» son una congregación de mujeres que seguían la regla de San Bernardo, y que se dedicaban principalmente a la educación de las niñas. Sus casas principales fueron las de Port Royal y Saint-Antoine-des-Champs. Su casa madre se encuentra actualmente en Saint-André-lez-Lille, donde más de cuarenta monjas viven en el monasterio «Notre-Dame-de-la-Plaine».
El beato Louis-Édouard Cestac fundó en Anglet (actuales Pirineos Atlánticos) en 1851 una comunidad de contemplativos llamada «Bernardinos», según el nombre de la capilla de San Bernardo de la institución Notre-Dame-du-Refuge, donde están instalados.